# I Remember Everything
I Remember Everything è un singolo del cantautore statunitense Zach Bryan, pubblicato l'8 settembre 2023 come primo estratto dall'omonimo quarto album in studio Zach Bryan.
Il brano vede la collaborazione della cantautrice country Kacey Musgraves. La canzone ha debuttato alla prima posizione della Billboard Hot 100 statunitense, diventando la prima numero uno per entrambi gli interpreti nella suddetta classifica nonché la 70ª canzone a ottenere questo risultato.
Alla 66ª edizione dei Grammy Awards, I Remember Everything ha vinto il premio per la miglior interpretazione country di un duo o di un gruppo, ricevendo anche una candidatura nella categoria miglior canzone country.

## Antefatti
Prima ancora di ultimare il brano, Zach Bryan ha condiviso il titolo e una breve anteprima del brano il 14 giugno 2023. Per via della confusione iniziale scatenata dalla ballata di John Prine intitolata allo stesso modo, l'autore ha spiegato di aver avuto intenzione di cambiare il titolo al brano per evitare ulteriori incomprensioni per poi lasciare il nome invariato in quanto un cambiamento "non gli sarebbe andato bene". Il cantante si è esibito il 25 luglio, tramite il suo account Instagram, con una versione acustica del brano.

## Descrizione
I Remember Everything è una ballata che tratta "dell'amore e della vita" e racconta di una conversazione tra un uomo e una donna che un tempo si amavano. Sebbene i protagonisti della canzone siano apertamente in una relazione d'amore, la canzone potrebbe parlare anche di "una storia d'amore sulla spiaggia l'estate scorsa" ina "Ford dell'88", come suggerito dalla rivista Rolling Stone. La coppia in questione riafferma, attraverso il testo del brano, l'autenticità dei loro sentimenti e delle esperienze vissute. La coppia condivide "prospettive tragicamente differenti" sull'alcol e sul ruolo che ha ricoperto nel corso della loro relazione. Mentre Bryan ricorda gli aspetti positivi della relazione, la Musgraves rimanda a connotazioni più negative, accusando lui di non essere l'uomo che un tempo giurava di essere. Accompagnato solo da una chitarra acustica, Bryan canticchia versi "minuziosamente semplici ma poetici" ai quali si oppongono le parti della Musgraves. L'energia che gli artisti mostrano nella canzone è stata definita come "una temposta", che unisce gli elementi di "desiderio" della Musgraves e la "reputazione sulle grandi abilità nel cantautorato" di Bryan.

## Classifiche

### Classifiche settimanali
| Classifica (2023-2024) | Posizione massima |
| ---------------------- | ----------------- |
| Australia              | 6                 |
| Canada                 | 2                 |
| Irlanda                | 5                 |
| Nuova Zelanda          | 10                |
| Regno Unito            | 14                |
| Stati Uniti            | 1                 |

### Classifiche di fine anno
| Classifica (2023) | Posizione |
| ----------------- | --------- |
| Canada            | 67        |
| Stati Uniti       | 74        |
| Classifica (2024) | Posizione |
| Australia         | 11        |
| Canada            | 9         |
| Nuova Zelanda     | 18        |
| Regno Unito       | 39        |
| Stati Uniti       | 9         |
| Svezia            | 43        |

## Date di pubblicazione
| Paese  | Data             | Formato       | Nota  |
| ------ | ---------------- | ------------- | ----- |
| Italia | 8 settembre 2023 | Radio airplay | [ 6 ] |